# Adhesine
Adhesie is vaak een essentiële stap in de bacteriële pathogenese of infectie om de nieuwe gastheer te koloniseren. Om effectief aan een oppervlak van een gastheer te binden, produceren veel bacteriën verschillende adhesiefactoren, genaamd adhesines. Zo brengt, bijvoorbeeld, Haemophilus influenzae adhesine Hia, Hap, Oap en hemaglutinerende pili tot expressie.
Adhesines zijn aantrekkelijke vaccinkandidaten omdat ze essentieel zijn voor de infectie en zich op het oppervlak bevinden, hierdoor zijn goed bereikbaar voor antistoffen.
De effectiviteit van antistoffen tegen adhesines wordt geïllustreerd met FimH, het adhesine van het uropathogene E. coli (UPEC). Proeven op dieren toonden aan dat de passieve immunisatie met anti-FimH-antistoffen en vaccinatie met het proteïne de kolonisatie van UPEC sterk verminderde. Bovendien zijn de adhesines van Bordetella pertussis FHA en pertactine componenten van drie van de vier acellulaire pertussisvaccins die op dit moment in de VS worden gebruikt.